# Django & Jimmie
Django & Jimmie es el septuagésimo álbum de estudio de los músicos estadounidenses Willie Nelson y Merle Haggard publicado por la compañía discográfica Legacy Recordings el 2 de junio de 2015. Tras su publicación, el álbum fue bien recibido por la crítica musical y alcanzó el primer puesto en la lista Top Country Albums de Billboard, así como el séptimo en la lista Billboard 200.

## Trasfondo
Django and Jimmie marcó la sexta colaboración discográfica de Willie Nelson y Merle Haggard. Nelson anunció su finalización durante una aparición en el programa de televisión Jimmy Kimmel Live! en el festival South by Southwest el 20 de marzo de 2015. El primer sencillo, "It's All Going to Pot", fue publicado el 20 de abril.
Producido por Buddy Cannon, el álbum incluyó catorce canciones grabadas a dúo entre Nelson y Haggard. La canción "Django and Jimmie" es un tributo a los músicos Django Reinhardt y Jimmie Rodgers. Cannon remitió el tema que da título al álbum a Haggard y a Nelson por separado. Ambos se mostraron interesados en la canción, y hablaron en años posteriores sobre la grabación de un nuevo álbum colaborativo. La etapa de preprodución llevó dieciocho meses. Las partes involucradas discutieron el tipo de material a incluir en el álbum y coescribieron varias de las canciones mientras hablaban por teléfono. El álbum al completo fue grabado en apenas tres días. Incluyó la colaboración de Bobby Bare en la canción tributo "Missing Ol' Johnny Cash". El lanzamiento del álbum fue anunciado para el 2 de junio de 2015.

## Lista de canciones
| N.º | Título                                     | Escritor(es)                             | Duración |  |
| 1.  | «Django and Jimmie»                        | Jimmy Melton, Jeff Prince                | 2:53     |  |
| 2.  | «It's All Going to Pot»                    | Buddy Cannon, Jamey Johnson, Larry Shell | 2:56     |  |
| 3.  | «Unfair Weather Friend»                    | Maria Cannon-Goodman, Ward Davis         | 4:14     |  |
| 4.  | «Missing Ol' Johnny Cash» (con Bobby Bare) | Merle Haggard                            | 3:26     |  |
| 5.  | «Live This Song»                           | Shawn Camp, Marv Green                   | 3:35     |  |
| 6.  | «Alice in Hulaland»                        | Cannon, Willie Nelson                    | 3:01     |  |
| 7.  | «Don't Think Twice, It's Alright»          | Bob Dylan                                | 4:10     |  |
| 8.  | «Family Bible»                             | Nelson                                   | 3:36     |  |
| 9.  | «It's Only Money»                          | Nelson, Cannon                           | 3:56     |  |
| 10. | «Swinging Doors»                           | Haggard                                  | 2:51     |  |
| 11. | «Where Dreams Come to Die»                 | Nelson, Cannon                           | 3:18     |  |
| 12. | «Somewhere Between»                        | Haggard                                  | 3:24     |  |
| 13. | «Driving the Herd»                         | Nelson, Cannon                           | 2:49     |  |
| 14. | «The Only Man Wilder Than Me»              | Haggard                                  | 2:35     |  |

## Posición en listas
| Lista (2015)                        | Posición |
| ----------------------------------- | -------- |
| Australia (ARIA)                    | 31       |
| Austria (Ö3 Austria)                | 50       |
| Bélgica (Ultratop flamenca)         | 172      |
| Canadá (Billboard Canadian Albums)  | 16       |
| Estados Unidos (Billboard 200)      | 7        |
| Estados Unidos (Top Country Albums) | 1        |
| Irlanda (IRMA)                      | 70       |
| Países Bajos (Album Top 100)        | 50       |
| Reino Unido (OCC)                   | 66       |
| Suiza (Schweizer Hitparade)         | 78       |